# Paradiddle
El paradiddle es uno de los veintiséis rudimentos clásicos de tambor.
Su manuación es la siguiente:
Las mociones son (en orden): Down, Up, Tap, .
- Datos: Q1928734
- Multimedia: Paradiddle / Q1928734